# Заполнить пустоту
«Заполнить пустоту» (ивр. למלא את החלל‎) — израильский фильм-драма 2012 года, снятый режиссёром Рамой Бурштейн по собственному сценарию. Лента получила семь призов Израильской киноакадемии «Офир», в том числе за лучший фильм, в 13 номинациях. На 69-м Венецианском кинофестивале фильм участвовал в конкурсной программе, а актриса Хадас Ярон получила Кубок Вольпи за лучшую женскую роль. Фильм также номинировался на премию «Независимый дух» в номинации «Лучший дебют», на главный приз Лондонского кинофестиваля и международного кинофестиваля во Фрибуре и завоевал Гран-при на международном кинофестивале в Сан-Паулу (2012). В 2013 году Асаф Судри был удостоен премии Европейской киноакадемии лучшему оператору.

## Сюжет
Шира, 18-летняя девушка из тель-авивской хасидской семьи (Хадас Ярон), готовится выйти замуж за перспективного юношу, своего сверстника. Однако незадолго до свадьбы умирает во время родов её старшая сестра Эстер. Её муж остаётся вдовцом с младенцем на руках, а свадьба Ширы откладывается. Когда мать Ширы узнаёт, что Йохай — муж покойной Эстер — собирается уехать из Израиля в Бельгию, забрав с собой её единственного внука, она предлагает ему в жёны свою младшую дочь. Теперь Шире предстоит выбор между любовью и желанием родителей, которые хотят оставить ребёнка её сестры в Израиле. 
Ширу парализует одна мысль, что ей предстоит выйти замуж за Йохая, к которому она до этого питала чисто сестринские чувства. Она по сути ещё ребёнок, боится дать выход своим чувствам, оказаться уязвимой для Йохая, а тот, уже устав от жизни, ухаживает за ней в надежде на ответную заботу и любовь и не расположен к долгим играм.

## В ролях
- Хадас Ярон — Шира
- Ицхак Клайн — Йохай
- Ирит Шелег — Ривка
- Хаим Шарир — Аарон
- Разия Исраэли — тётя Ханна
- Ренана Раз — Эстер
- Гила Фридман — Фрида

## Съёмочная группа
- Режиссёр — Рама Бурштейн
- Сценарист — Рама Бурштейн
- Продюсер — Асаф Амир
- Оператор — Асаф Судри
- Художник-постановщик — Ури Аминов
- Художник по костюмам — Хани Гуревич
- Грим — Эстер Бин-Нун
- Композитор — Ицхак Азулай

## Отзывы
Фильм получил преимущественно положительные отзывы критиков и умеренно положительную реакцию публики. На сайте Rotten Tomatoes средняя оценка от критиков (по примерно 70 рецензиям) составляет 7,4 балла из 10, рейтинг от зрителей — 69 %. На сайте Metacritic оценка от профессиональных обозревателей (по более чем 20 рецензиям) составляет 79 из 100, пользовательская оценка — 6,5 из 10. Высшие оценки поставили ленте обозреватели Энтони Скотт (New York Times) и Дайана Кларк (Village Voice); ниже других её оценили Оливер Литтелтон (Indiewire, 42 баллов из 100), Фарран Смит-Неме (New York Post, 50 из 100) и Энджи Эрриго (Empire, 3 звезды из 5).
Критики отмечают сходство прямолинейной и старомодной фабулы ленты Бурштейн, в которой центральное место занимают традиционные семейные ценности и их взаимодействие с изменяющимся миром, с книгами Джейн Остин, которые сама Бурштейн называет источником вдохновения для своей работы. В Los Angeles Times «Заполнить пустоту» сравнивается также с выигравшим за год до этого «Золотого медведя» и «Оскар» иранским фильмом «Развод Надера и Симин», сюжет которого тоже строится вокруг конфликта в закрытой общине.
Жюри международного кинофестиваля в Сан-Паулу, присудившее «Заполнить пустоту» главный приз фестиваля, отмечало в своём решении: 

Члены жюри никогда раньше не видели такого фильма, так глубоко заглядывающего в культуру, одинаково сложную и далёкую от нашей собственной. Достоинством фильма является то, что он заставляет нас сопереживать ей.Оригинальный текст (англ.)The jury members had never seen a film quite like this, with such a deep look at a culture so sophisticated yet so different from ours. The film has the merit of making us identify with it.
Рецензенты отмечают личное близкое знакомство Рамы Бурштейн с миром ортодоксального иудаизма, к которому та пришла в зрелом возрасте, обучаясь в киношколе в Израиле (в прессе «Заполнить пустоту» называли первым художественным фильмом, снятым ультраортодоксальной женщиной-режиссёром). По мнению Дайаны Кларк, «пустота» в названии фильма относится не только к личной жизни Йохая и семьи Ширы, но и к взаимоотношениям ультраортодоксальной общины и светского Тель-Авива: Йохай встречает Ширу на автобусной остановке, они гуляют по бульвару Ротшильда, выделяясь строгим ультраортодоксальным платьем на фоне окружающей публики, но никогда с ней не смешиваются, как будто существуя в параллельных мирах. Однако в отличие от других израильских фильмов, где «харедим» показаны в пренебрежительном или публицистическом ракурсе либо с любопытством исследователя-натуралиста, «Заполнить пустоту» предлагает взгляд на эту общину изнутри. 
Элла Тейлор из National Public Radio пишет, что Бурштейн избегает атмосферы культурной войны, характерной для более ранних фильмов на схожую тематику (в частности, снятой в 1999 году ленты Амоса Гитая «Кадош») и предлагает зрителю взглянуть на ультраортодоксальных евреев непредвзятым, свежим взглядом, и это ей удаётся. Её персонажи не чувствуют себя угнетёнными и не пытаются бежать из своего тесного мирка; Тейлор соглашается, что взгляд Бурштейн на положение женщины в религиозной общине чрезмерно оптимистичен, но пишет, что это обстоятельство искупается раскрытием мельчайших подробностей повседневной жизни ультраортодоксальных женщин, которые для этого общества являются центральной ценностью. Неизбежный религиозный аскетизм ей удаётся совместить с глубокой, физической чувственностью и атмосферой романтической любви. В то же время критик New York Post высказывает мнение, что, в отличие от хорошо раскрытой социальной составляющей, эмоциональная сторона событий проработана недостаточно и режиссёр часто сворачивает сцену преждевременно, именно в тот момент, когда зритель ожидает увидеть на экране кульминационный взрыв чувств или апогей конфронтации между персонажами. Обозреватель Indiewire пишет о неоднородности стиля, из-за которой от сцены к сцене происходит переход от романтической комедии к слезоточивой мелодраме и в итоге комедийные моменты снижают впечатление от драматической основной линии.
Похвал удостоилась игра исполнительницы главной роли — Хадас Ярон. Кеннет Тьюран из Los Angeles Times отмечает, как Ярон преображается по мере того, как меняется жизнь её персонажа, в конце фильма становясь совершенно непохожей на себя же в его начале. Энтони Скотт пишет, что эта молодая светская актриса сумела раскрыть внутренний мир своей религиозной героини — скромной и рассудительной, честной в выражении своего мнения и стесняющейся собственных чувств; по мнению Скотта, раскрытию этого образа наравне с Ярон способствовал кинооператор Асаф Судри.
Хороших отзывов в New York Times удостоились и исполнители других ролей — Йохая, который в исполнении Ицхака Клайна получился мрачновато-мягким и загадочным, родителей Ширы и Эстер, острой на язык тётушки Ханны, раввина. В Indiewire Оливер Литтелтон отмечает многочисленные мелкие детали, заставляющие зрителя с самого начала проникнуться симпатией к героям, такие как раздача милостыни отцом Ширы Аароном, постоянно курящий тайком Йохай и так далее. В то же время в New York Post Фарран Смит-Неме пишет, что образы персонажей раскрыты недостаточно, что не могут компенсировать «жалостные крупные планы».
Хотя оператор фильма Асаф Судри был удостоен как израильского «Оскара» - премии «Офир», так и премии Европейской киноакадемии лучшему оператору, не все критики разделяют высокую оценку его работы. Резко критически отзывается об этом аспекте фильма Indiewire, упоминая о нездоровом блеске, слишком мягком фокусе и чересчур ярком свете в кадре и композициях, которые временами становятся невыносимы для глаз. Также отрицательно Оливер Литтелтон отзывается о музыке — вариациях на тему традиционного еврейского молитвенного канона, исполняемых а капелла в стиле популярных в США самодеятельных ансамблей и снижающих серьёзность сюжета картины.

## Награды и номинации
Награды
- «Офир» (премия Израильской киноакадемии) в номинации «Лучший фильм» (2012)
- «Офир» в номинации «Лучший режиссёр» (Рама Бурштейн)
- «Офир» в номинации «Лучший сценарий» (Рама Бурштейн)
- «Офир» в номинации «Лучшая исполнительница главной женской роли» (Хадас Ярон)
- «Офир» в номинации «Лучшая исполнительница женской роли второго плана» (Ирит Шелег)
- «Офир» в номинации «Лучшая операторская работа» (Асаф Судри)
- «Офир» в номинации «Лучший грим» (Эстер Бин-Нун)
- Международный кинофестиваль в Сан-Паулу — Гран-при международного жюри (2012)
- Хайфский международный кинофестиваль — приз за лучший израильский фильм (2012)
- Венецианский кинофестиваль — Кубок Вольпи за лучшую женскую роль (Хадас Ярон, 2012)
- Международный кинофестиваль в Палм-Спрингс — приз ФИПРЕССИ за лучший фильм на иностранном языке (2013)
- Премия Европейской киноакадемии лучшему оператору (Асаф Судри, 2013)

Номинации
- «Офир» в номинации «Лучший исполнитель мужской роли второго плана» (2012, Хаим Шарир)
- «Офир» в номинации «Лучший монтаж»
- «Офир» в номинации «Лучшая звукооператорская работа»
- «Офир» в номинации «Лучший художник-постановщик»
- «Офир» в номинации «Лучший художник по костюмам»
- «Офир» в номинации «Лучший кастинг»
- Венецианский кинофестиваль — номинация на «Золотой лев» (2012)
- Лондонский кинофестиваль — номинация на Сазерленд Трофи (Гран-при, 2012)
- Международный кинофестиваль во Фрибуре — номинация на Гран-при (2013)
- Гётеборгский кинофестиваль — номинация на приз «Международный дебют» (Рама Бурштейн, 2013)
- «Независимый дух» — номинация «Лучший дебютный фильм» (2013)
- «Независимый дух» — номинация «Лучший дебютный сценарий» (Рама Бурштейн, 2013)